# Чуруляса
Чуруляса (рум. Ciuruleasa) — село у повіті Алба в Румунії. Адміністративний центр комуни Чуруляса.
Село розташоване на відстані 313 км на північний захід від Бухареста, 46 км на північний захід від Алба-Юлії, 72 км на південний захід від Клуж-Напоки, 149 км на схід від Тімішоари.

## Населення
За даними перепису населення 2002 року у селі проживала 551 особа, усі — румуни. Усі жителі села рідною мовою назвали румунську.